# Hooglanderveen
Hooglanderveen é uma aldeia da província de Utrecht, nos Países Baixos. Hooglanderveen pertence ao município de Amersfoort, e tem uma população estimada em 1 442 habitantes (2001).